# Chiropodomys karlkoopmani
Chiropodomys karlkoopmani är en däggdjursart som beskrevs av Guy G. Musser 1979. Chiropodomys karlkoopmani ingår i släktet Chiropodomys och familjen råttdjur. IUCN kategoriserar arten globalt som starkt hotad. Inga underarter finns listade i Catalogue of Life.
Denna gnagare förekommer på Mentawaiöarna väster om Sumatra. Den vistas i tropiska skogar i låglandet och klättrar främst i växtligheten.
Vuxna exemplar är i genomsnitt 10,7 cm långa (huvud och bål), har en 17,1 cm lång svans, 2,9 cm långa bakfötter och 1,7 cm stora öron. Viktuppgifter saknas. Huvudet kännetecknas av stora ögon och av långa smala morrhår. Ansiktet är grå förutom en brun nos och bruna ringar kring ögonen. Stortån bär en nagel och de andra tårna klor. Liksom andra släktmedlemmar har Chiropodomys karlkoopmani en tofs vid svansens spets. På ovansidan förekommer gråbrun päls som blir mer grå fram mot kroppssidorna. Undersidan är främst täckt av ljusgrå päls. Arten har vit haka och vit strupe. Hos ungar är ovansidans päls mörkare och nästan hela undersidan är vitaktig.
Individerna är nattaktiva och de klättrar ofta i träd.